# Ким Хънтър
Ким Хънтър (на английски: Kim Hunter) е американска актриса, носителка на награди „Оскар“ и „Златен глобус“, номинирана е за награда „Еми“. От 1960 г. има две звезди на Холивудската алея на славата.

## Биография
Ким Хънтър е родена с името Джанет Коул (на английски: Janet Cole) на 12 ноември 1922 г. в Детройт, Мичиган. Баща ѝ Доналд Коул е инженер, а майка ѝ Грейс Линд е пианистка. Тя умира на 11 септември 2002 г. в Ню Йорк.

### Кариера
През 1943 г. започва да се снима в киното, а през 1947 г. играе ролята на Стела Ковалски в първата постановка на пиесата „Трамвай Желание“ на Тенеси Уилямс. За изпълнението на тази роля във филмовата адаптация на пиесата („A Streetcar Named Desire“, 1951) получава наградите „Оскар“ и „Златен глобус“ в категория „поддържаща женска роля“. Подозирана в симпатии към комунизма, дълго време не получава роли в киното и телевизията, като подновява кариерата си през 60-те години, главно с участия в телевизионни сериали.

## Избрана филмография
| Година | Филм                   | Оригинално заглавие      | Роля           | Режисьор        |
| ------ | ---------------------- | ------------------------ | -------------- | --------------- |
| 1945   | Ти се появи            | You Came Along           | Франсис Хочкис | Елия Казан      |
| 1951   | Трамвай „Желание“      | A Streetcar Named Desire | Стела Ковалски | Джон Фароу      |
| 1968   | Планетата на маймуните | Planet of the Apes       | д-р Зира       | Франклин Шафнър |